# Ringsittiche

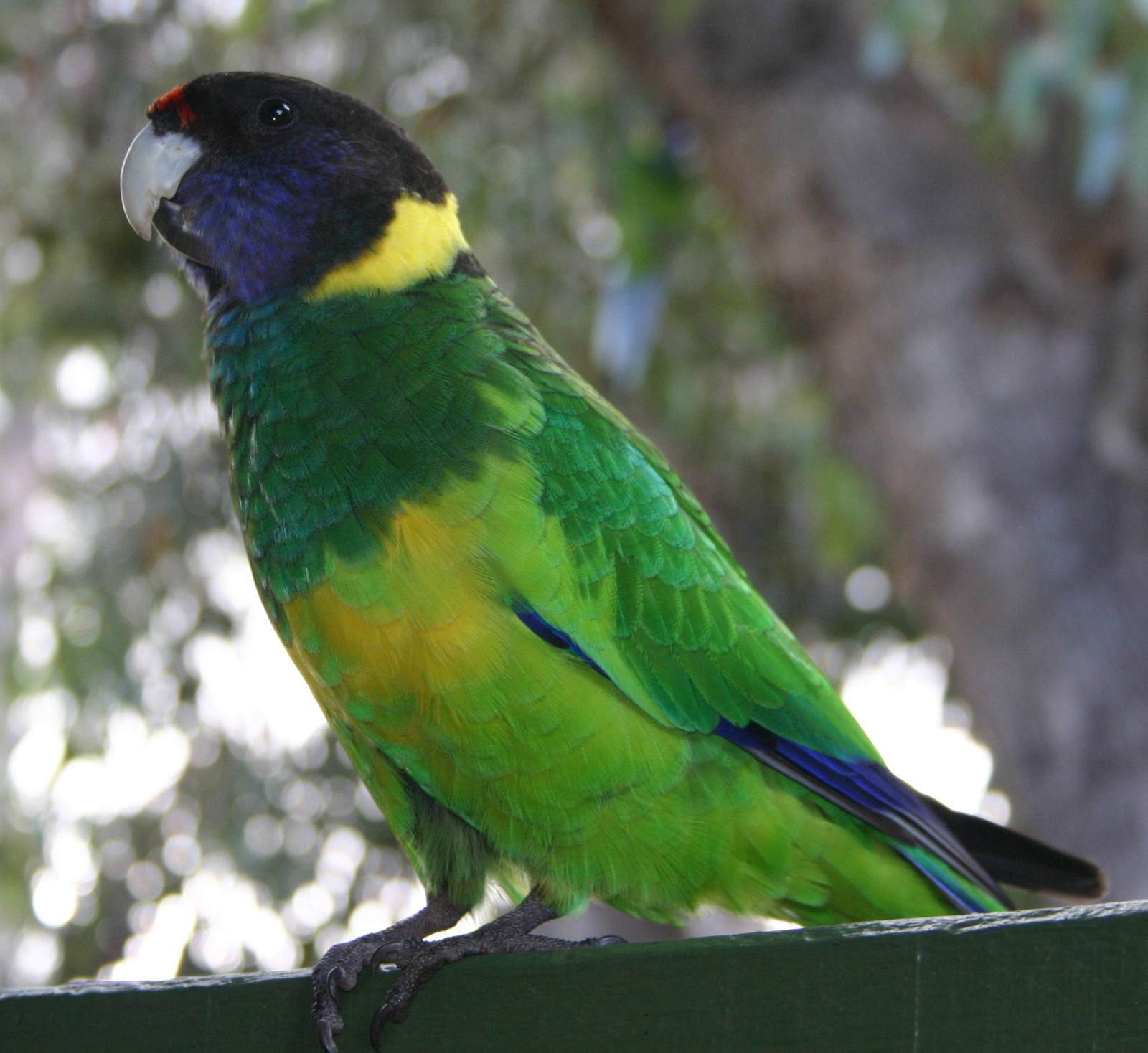
Bauers Ringsittich

Die Ringsittiche (Barnardius), auch Kragensittiche genannt, sind eine Gattung der Altweltpapageien. Das Verbreitungsgebiet dieser Gattung ist auf Australien beschränkt.

## Erscheinungsbild
Ringsittiche sind mittelgroße Papageien mit einem langen und stufigen Schwanz. Anders als bei den Arten der Gattung der Plattschweifsittiche weist das Rückengefieder keine Sprenkelung durch abweichend gefärbte Federn auf. Sowohl beim Barnardsittich als auch bei Bauers Ringsittich gehen die blauen Wangenflecken in das übrige Kopfgefieder über und sind nicht scharf abgegrenzt. Beide Arten haben ein gelbes Nackenband. Der Oberschnabel ist kräftig. Weibchen haben etwas schmälere Oberschnäbel, jedoch ist dieser Geschlechtsdimorphismus nicht so ausgeprägt wie bei den Arten der Gattung der Plattschweifsittiche. Ansonsten ist der Sexualdimorphismus nur sehr schwach ausgebildet. Die Jungvögel ähneln den adulten Vögeln. Bei gerade flügge gewordenen Jungvögeln ist allerdings der Schnabel noch mattgelblich, während ausgewachsene Ringsittiche einen gräulich-weißen bis gräulich-hornfarbenen Schnabel haben. 

## Verbreitungsgebiet und Lebensraum
Der Barnardsittich kommt im Landesinneren Ost-Australiens vom Nordwesten Queenslands bis in den Nordwesten des australischen Bundesstaates Victoria und bis in den Südosten von South Australia vor. Bauers Ringsittich hat ein wesentlich größeres Verbreitungsgebiet und kommt im Süden und im Westen Australiens vor. Seine östliche Verbreitungsgrenze ist die Flinders Range in South Australia.
Beide Arten der Ringsittiche sind sehr gut an aride und semiaride Lebensräume angepasst. Bauers Ringsittich ist eine sehr anpassungsfähige Art, die eine Vielzahl von Lebensräumen besiedelt. Sie kommt in den dichten Küstenwäldern im äußersten Südwesten ebenso vor wie im landwirtschaftlich geprägten Wheatbelt, in Malleegebieten, in semiariden Eukalyptus-Savannen, in aridem Akazien-Kasuarinen-Buschland sowie in sehr spärlich bewachsenen Wüstenregionen. In ariden Regionen sind Bauers Ringsittiche jedoch darauf angewiesen, dass Baumbestände entlang von Wasserläufen ihnen als Brutbäume dienen können. Auf Grund ihrer Anpassungsfähigkeit sind sie in großen Teilen Westaustraliens die häufigste Art der Tribus der Plattschweifsittiche. Der Barnardsittich dagegen ist ein Vogel der sogenannten Mallee-Regionen. Die „scrubs and shrublands“ (Gebüsche und Buschformationen, MVG 14) bestehen aus zwei bis zehn Metern hohen Eukalyptus-Sträuchern. Die als Mallee bezeichneten Arten besitzen Lignotuber und sind mehrstämmig. Es gibt rund 200 Mallee-Eukalyptus-Arten. Sie bilden die trockensten Eukalyptus-Gesellschaften und treten am häufigsten in Gebieten mit 200 bis 350 mm (130 bis 800) Niederschlag auf, besonders in Mittelmeerklima mit Winterregen (Zonobiom IV). Bei mehr Regen dominieren einstämmige Eukalypten, bei weniger Akazien. Barnardsittiche kommen in nahezu allen Regionen mit Mallee-Bestand vor. Sie bewohnen außerdem Baumsavannen, die mit Eukalyptus- und Callitris-Bäumen bestanden sind. Agrarzonen werden von ihnen gleichfalls besiedelt, soweit sie in ihrer Randzone Baumbestand aufweisen. Sie kommen außerdem in Galeriewäldern vor.

## Systematik
Die Stellung der Gattung innerhalb der Systematik der Papageien ist umstritten. Der Barnardsittich wird gelegentlich als Unterart von Bauers Ringsittich angesehen. Andere Taxonomen sehen die Einordnung in eine eigene Gattung als nicht gerechtfertigt an und ordnen (teils mit dem Barnardsittich als Unterart von Bauers Ringsittich, teils beide Arten) den Plattschweifsittichen im engeren Sinne zu. Biochemische Analysen bestätigen eine enge Verwandtschaft sowohl zu den Plattschweifsittichen als auch den Blutbauchsittichen. Es gibt jedoch morphologische Unterschiede im Gehöraufbau, die nach Ansicht des auf australische Papageien spezialisierten Ornithologen Joseph M. Forshaw die Einordnung als eigenständige Art rechtfertigen.

## Arten
- Barnardsittich (Barnardius barnardi)
  - Cloncurrysittich (Barnardius barnardi macgillivrayi)
- Ringsittich (Barnardius zonarius), auch nur Ringsittich genannt

## Belege